# Mouriri completens
Mouriri completens là một loài thực vật có hoa trong họ Mua. Loài này được (Pittier) Burret mô tả khoa học đầu tiên năm 1931.